# Another Lonely Song
«Another Lonely Song» es una canción de la cantautora Tammy Wynette. Fue publicada en diciembre de 1973 como el segundo y último sencillo de su álbum del mismo nombre.

## Antecedentes
Después de grabar tres álbumes a dúo con George Jones, la pareja de música country finalmente logró un gran éxito con «We're Gonna Hold On», una canción que Jones escribió con Earl Montgomery. Entre sus canciones posteriores a «We're Gonna Hold On» se encontraba «Another Lonely Song» de 1973. La canción fue coescrita por Wynette junto con Norro Wilson y Billy Sherrill. Las sesiones de grabación de la canción tuvieron lugar en Columbia, un estudio ubicado en Nashville, Tennessee. El lado B del sencillo, «The Only Time I'm Really Me», fue escrita por Wynette.

## Lanzamiento
Epic Records lanzó «Another Lonely Song» en diciembre de 1973 como sencillo, con el número de catálogo 5-11079 y la pista «The Only Time I'm Really Me» como lado B. Tres meses después, Epic lanzó Another Lonely Song en marzo de 1974, con «Another Lonely Song» como canción de apertura. El sencillo se mantuvo en el número uno durante dos semanas, y pasó un total de quince semanas en la lista country.

## Lista de canciones
7-inch single – Epic 5-11079
1. «Another Lonely Song» – 2:37
2. «The Only Time I'm Really Me» – 2:27

## Posicionamiento

### Gráfica semanal
| Gráfica (1974)                                 | Pico de posición |
| ---------------------------------------------- | ---------------- |
| Canadá (RPM Country Playlist)                  | 1                |
| Estados Unidos (Billboard Hot Country Singles) | 1                |

### Gráfica de fin de año
| Gráfica (1974)                                 | Pico de posición |
| ---------------------------------------------- | ---------------- |
| Estados Unidos (Billboard Hot Country Singles) | 10               |